# Реакція російської інтелігенції на події в Криму (2014)

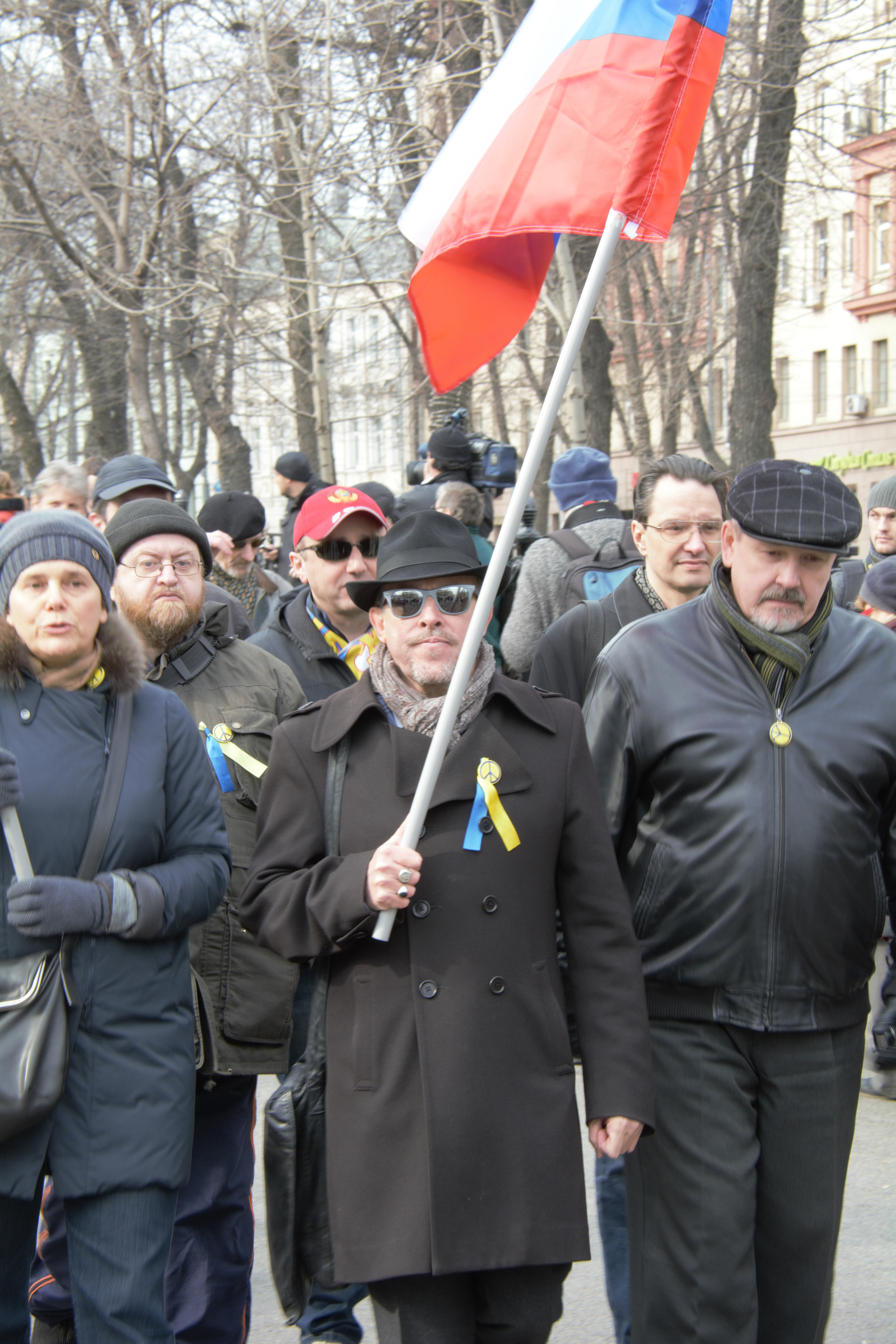
Андрій Макаревич на «Марші миру» в Москві

Реакція російської інтелігенції на події в Криму 2014 року — реакція відомих представників російської інтелігенції на російську інтервенцію до Криму та подальшу агресію Росії на сході України.

## Підтримка України

### Перший лист протесту та Антивоєнний Конгрес Інтелігенції

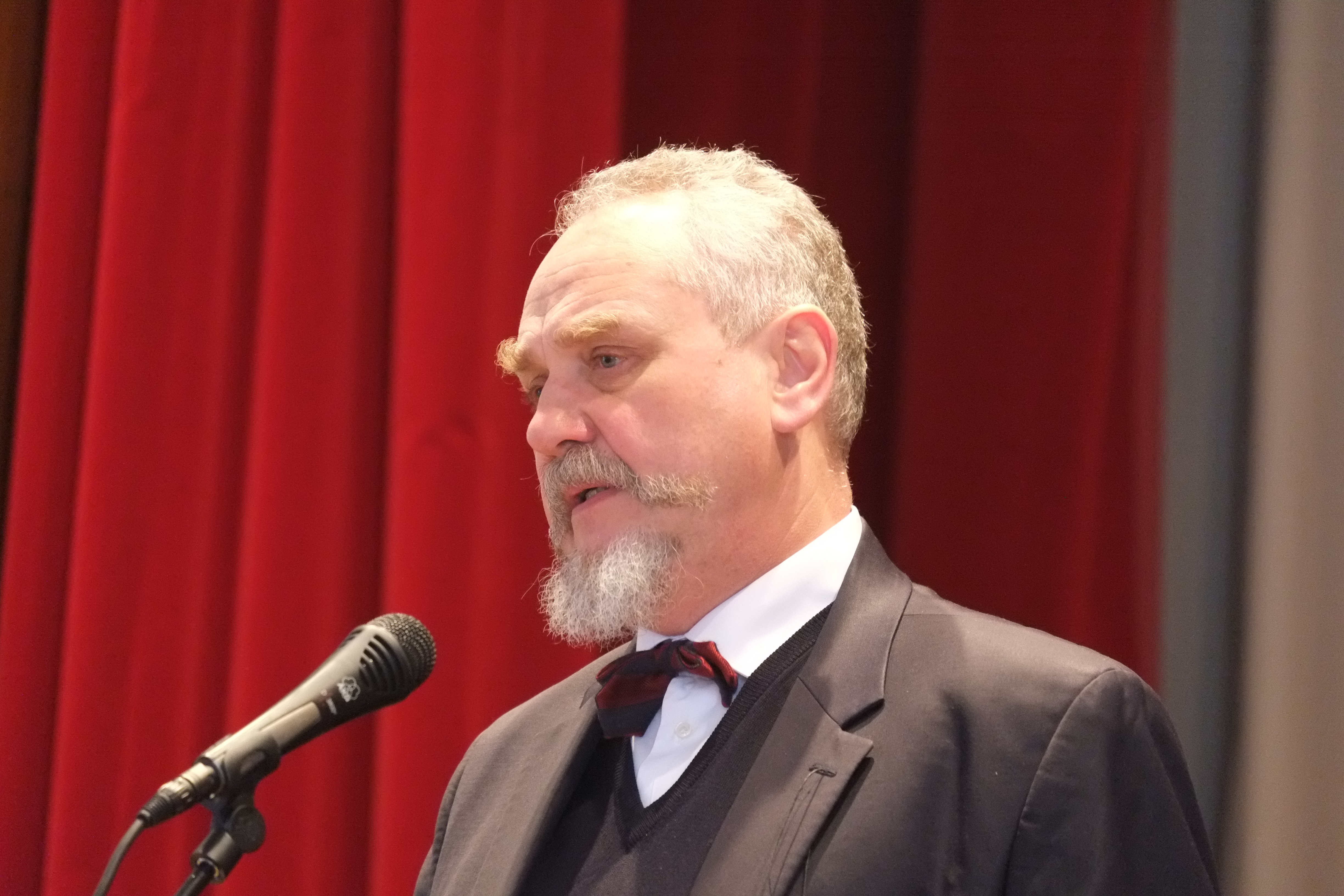
Професор-історик А. Б. Зубов виступає на московському антивоєнному конгресі

13 березня 2014 року 203 представників російської інтелігенції опублікували звернення з ініціативою проведення антивоєнного конгресу. Вони висловили незгоду з політикою російської влади в Криму і свою позицію вони виклали у відкритому листі:
| Наша країна опинилася втягнутою в найнебезпечнішу авантюру. Під гаслом «Захистимо росіян у Криму, а також всіх українців від нової нелегітимної фашистської влади в Україні!» вже відбулася фактична анексія Криму. Грубо порушено міжнародне право, зруйновані принципи європейської безпеки й стабільності. Росія стрімко скочується до нової холодної війни із Заходом, найважчі наслідки якої неможливо передбачити. У всіх державних ЗМІ Росії ллються нестримні потоки брехні і дезінформації, а також розгорнуто оглушливу пропагандистську кампанію проти всіх, хто намагається поставити під сумнів правомірність дій влади, вказати на їх згубні наслідки для країни, для народу. Усі незгодні огульно шельмуються, називаються «п'ятою колоною» і «фашистами». А незгодних чимало. Достатньо почитати непідцензурні ЗМІ або численні судження в соціальних мережах, щоб побачити, що політологи, економісти, люди, що професійно займаються зовнішньою політикою, та й просто люди, скільки-небудь наділені громадською чуйністю, попереджають, що на Росію насувається справжня катастрофа — економічна, політична, гуманітарна. |
Лист опублікували на сайтах «Ехо Москви», «Новая газета» та «Русский ПЕН-центр».
Згодом, у бібліотеці іноземної літератури (ВДБІЛ) 19 березня 2014 пройшло засідання антивоєнного конгресу. У зверненні, прийнятому за підсумками сесії конгресу, сказано:

| Ми, представники російської інтелігенції, зобов'язані застерегти владу від історичної помилки, що відбувається — прагнення взяти під контроль за допомогою російських збройних сил частину іншої, ще недавно братньої країни, України. |
Сергій Марков, член Громадської палати РФ, коментуючи підсумки конгресу, назвав його учасників «представниками субкультури ненависті до Росії, що не представляють якої-небудь небезпеки для країни».

### «Не прогинатися, не піддаватися»
Під іншим відкритим листом, написаним 14 березня 2014 року, що мав заголовок «Не прогинатися. Не піддаватися брехні» поставили підписи 180 представників різних професій, серед яких: Юрій Рижов (академік РАН), Андрій Макаревич (музикант), Юрій Шевчук (музикант), Андрій Звягінцев (кінорежисер), Маріетта Чудакова (письменник, історик літератури), Вадим Захаров (художник) та інші.

### Лист учених
18 березня 2014 року група вчених звернулися до міністра зв'язку Миколи Никифорова, голови Роскомнадзору Олександра Жарова й гендиректора ВГТРК Олега Добродєєва з пропозицією перевірити на наявність ознак екстремізму, розпалювання міжнаціональної та міждержавної ворожнечі всі програми Дмитра Кисельова «Вести недели» за останні три місяці:
Підписи під цим відкритим листом поставили 19 діячів науки, серед яких: Юрій Апресян (д. філ. н., академік РАН), Анатолій Вершик (д. ф.-м. н.), Володимир Захаров (д. ф.-м. н. академік РАН), Олександр Молдован (д. філ. н., академік РАН), Валерій Рубаков (д. ф.-м. н., академік РАН), Ольга Соломіна (д. д. н., чл.-кор. РАН), Олексій Старобінський (д. ф.-м. н., академік РАН), Олександр Чаплик (д. ф.-м. н., академік РАН) та інші.
Збір підписів був організований на сайті Міжрегіонального Товариства науковців (ОНР), проте незабаром закритий з формулюванням «на прохання ряду членів ОНР».

### Лист Кіносоюзу
12 березня 2014 Кіносоюз опублікував на своєму сайті відкритий лист підтримки українських колег. На 13 березня (2014) підписана більше ніж 200 особами.

## Індивідуальні думки
- 1 березня 2014 газета «Відомості» опублікувала статтю «Це вже було», в якій історик Андрій Зубов, незгідний з російською політикою в Криму, нагадує з тривогою про процедуру приєднання Австрії до Німеччини в 1938 у і про наслідки тієї події[12].
- 12 березня 2014 року в телеінтерв'ю на каналі «Дождь» свої думки про підтримку або незгоду з політикою влади висловили керівник Театру естради Геннадій Хазанов і президент фестивалю документального кіно «Артдокфест» Віталій Манський[13].
- 24 березня 2014 музикант Андрій Макаревич і режисер Володимир Бортко висловили протилежні думки з приводу кримської кризи, відповідаючи на питання журналіста інтернет-видання «Репортер»[14].

З окремим листом на підтримку України виступив режисер Олександр Сокуров.
Письменник Едуард Успенський назвав 90 відсотків росіян ідіотами через Крим:

Країна розділилася на 10 відсотків розумних і 90 відсотків ідіотів. Я вважаю, що належу до тих 10 відсотків розумних, тому що вся ця історія з Кримом потворна.

## Реакції

### На згодних із владою Росії
Після публікації в інтернеті 11 березня 2014 року відкритого листа (Див. вище), що підтримує російську політику в Криму, з'явилася відповідь-реакція з українського боку.
- У Києві скасували концерт Дениса Мацуєва.[18]
- Музиканта Юрія Башмета позбавили звання почесного професора Львівської музичної академії.[19]
- У Тбілісі скасували спектакль театру Сергія Безрукова.[20]

### На незгодних із владою Росії
- За статтю, що критикує політику російської влади в Криму (Див. вище ), професора-історика Андрія Зубова звільнили з посади викладача МДІМВ[21][Пр. 1].
- 15 березня 2014 року Андрій Макаревич брав участь у московському «Марші миру». За це співака запропонували позбавити ордена «За заслуги перед Вітчизною».[22] «Московський комсомолець» присвятив цій тематиці оглядові статті.[23][24]
- У травні 2014 за вірші на підтримку України було розпочате кримінальне провадження із звинуваченням в екстремізмі проти російського поета Олександра Бившева.[25]
- Президент Росії Володимир Путін назвав громадян, що відкрито висловлюють свій протест, «п'ятою колоною» і «націонал-зрадниками»[Пр. 2].[26]
- У липні 2014 року в Москві відкрили туалет, підлогу якого прикрашали зірки зі світлинами знаменитостей, що виступали проти російського вторгнення в Україну, та приписами «П'ята колона. Чужі серед нас.» — Дмитра Бикова, Віктора Шендеровича, Олексія Кортнєва та інших.[27][28]
- У Держдуму РФ внесено законопроєкт про жорсткіші покарання за порушення порядку під час проведення або організації публічних заходів. Правозахисник Лев Пономарьов висловив думку, що законопроєкт є реакцією зокрема й на московський «Марш миру»[29]

## Виноски
1. ↑  
Російська інтелігенція засудила вторгнення у Крим й звинуватила російські ЗМІ в брехні
 - Український тиждень, 13 березня 2014
2. ↑  Обращение инициативной группы по проведению Конгресса интеллигенции «Против войны, против самоизоляции России, против реставрации тоталитаризма» и письмо деятелей культуры в поддержку позиции Владимира Путина по Украине и Крыму [Архівовано 25 грудня 2014 у Wayback Machine.] (рос.). Новая газета. 13.03.2014
3. ↑  У Москві пройшло засідання антивоєнного Конгресу інтелігенції. // grani.ru. 19.03.2014. Архів оригіналу за 22 березня 2014. Процитовано 2014-3-20.
4. ↑  Антивоєнний конгрес інтелігенції. // youtube.com. 19.03.2014. Архів оригіналу за 3 серпня 2016. Процитовано 2014-3-20.
5. ↑  Олександр Литий, Артем Філіпенок. (20 березня 2014). Опозиційна інтелігенція провела антивоєнний конгрес. // top.rbc.ru. Архів оригіналу за 25 березня 2014. Процитовано 2014-3-31.
6. ↑  Чи не прогинатися. Не піддаватися брехні. // echo.msk.ru. 14 березня 2014. Архів оригіналу за 7 листопада 2014. Процитовано 2014-3-19.
7. ↑  Вчені виступили проти Кисельова. // colta.ru. 18 березня 2014. Архів оригіналу за 22 березня 2014. Процитовано 2014-3-20.
8. ↑  Російські вчені вимагають перевірити на екстремізм ведучого «Вести Тижня» Дмитра Кисельова. // pln-pskov.ru. 19.03.2014. Архів оригіналу за 20 березня 2014. Процитовано 2014-3-22.
9. ↑  Збір підписів «Про неприпустимі висловлювання ведучого "Вістей тижня" Д. Кисельова» закритий. Суспільство науковців. 18 березня 2014. Архів оригіналу за 9 червня 2020. Процитовано 20 березня 2014.
10. ↑  Світлана Петрова. (19-03-2014). Російські вчені просять перевірити всі програми Дмитра Кисельова на екстремізм. rusnewsinfo.ru. Архів оригіналу за 19-03-2014. Процитовано 2014-3-19.
11. ↑  Мы с вами! [Архівовано 17 березня 2014 у Wayback Machine.] (рос.)
12. ↑  Андрій Зубов. (01.03.2014). Це вже було. Відомості. Архів оригіналу за 21 березня 2014. Процитовано 2014-3-26.
13. ↑  Як кримське питання розкололо російське суспільство? Думка підписанта листа за українську політику Путіна і проти неї. // tvrain.ru. 12 березня 2014. Архів оригіналу за 11 квітня 2014. Процитовано 2014-3-29.
14. ↑  Сергій Волохов. (24 березня 2014). Війна і мир. Андрій Макаревич — проти, Володимир Бортко — за. // reporter.vesti.ua. Архів оригіналу за 28 березня 2014. Процитовано 2014-3-28.
15. ↑  [Архівовано 3 липня 2014 у Wayback Machine.] Служенье муз / Грани.ру (рос.)
16. ↑  Эдуард Успенский назвал 90 процентов россиян идиотами из-за Крыма. Комсомольська правда. 01/10/2014. Архів оригіналу за 7 жовтня 2014. Процитовано 8 жовтня 2014.
17. ↑  Олена Поляковська, Євгенія Назарець. (14.03.2014). Гастрольна війна. // svoboda.org. Архів оригіналу за 20 березня 2014. Процитовано 2014-4-3.
18. ↑  У Києві скасували концерт Мацуєва [Архівовано 2 квітня 2015 у Wayback Machine.]. Еспресо TV. 13.03.2014
19. ↑  Львів'яни забрали в Башмета почесне звання [Архівовано 2 січня 2015 у Wayback Machine.]. Еспресо TV. 13.03.2014
20. ↑  У Тбілісі скасували спектакль Безрукова за його підтримку Путіна [Архівовано 2 квітня 2015 у Wayback Machine.]. Факти. ICTV. 12.03.2014
21. ↑  З МДІМВ звільнений професор Андрій Зубов. Бі-бі-сі. 24 березня 2014. Архів оригіналу за 27 березня 2014. Процитовано 2014-4-1.
22. ↑  Відомі діячі культури Росії просять Путіна припинити цькування Макаревича [Архівовано 2 квітня 2015 у Wayback Machine.]. iPress. 28.03.2014
23. ↑  Ян Смирницький. (28 березня 2014). Якщо Андрія Макаревича позбавлять звання народного артиста — це буде на краще. Московський комсомолець. Архів оригіналу за 13 квітня 2014. Процитовано 2014-3-31.
24. ↑  Олександр Мельман. (31 Березень 2014). Пристрасті по Макаревичу: вирішив стати собою і отримав по повній. Московський комсомолець. Архів оригіналу за 13 квітня 2014. Процитовано 2014-3-31.
25. ↑  Поэта Бывшева привлекли по 282-й статье за стихи в поддержку Украины [Архівовано 4 липня 2014 у Wayback Machine.] (рос.). Грани.ру. 14.05.2014
26. ↑  1984 in 2014 [Архівовано 13 квітня 2014 у Wayback Machine.] (англ.). The Economist. 29.05.2014
27. ↑  Віктор Шендерович: Там куди в Україні не дійшла Росія зі своєю “миротворчістю” кров не ллється - Факти, 10 липня 2014
28. ↑  У Москві туалет Київського вокзалу "прикрасили" фотографіями зірок, які підтримали українців - Уніан, 08.07.2014
29. ↑  В Госдуме хотят сажать в тюрьму за нарушения на митингах [Архівовано 11 квітня 2014 у Wayback Machine.] (рос.). Російська служба BBC. 01.04.2014